# Bognár Ignác
Bognár Ignác (Csepreg, 1810. március 18. – Budapest, 1883. november 1.) zeneszerző, a Nemzeti Színház ének-karnagya, a Tudor Mária című opera és a Kis lak áll a nagy Duna mentében (Petőfi Sándor: Távolból) című dal szerzője. Bognár Vilma és Bognár Adél édesapja.

## Élete
Atyja, Bognár János jegyző és iskolamester volt, édesanyja Kőszegi Terézia. A gimnáziumot Kőszegen és Sopronban végezte. Ezután négy évig zongoratanító volt a Jankovich- és Semsei-családoknál. 1833-ban mint tenorista a bécsi udvari színháznak (Hoftheater) lett tagja, majd 1835-ben a coburg-gothai színházhoz szerződött mint első énekes. 1839-ben a pesti Nemzeti Színházhoz szerződtették Nyáry Pál meghívására, egy év múlva a brünni és innsbrucki színházakhoz került. 1841 és 1847 között a kolozsvári színház operarendezőjeként működött, majd 1847-ben ismét visszaszerződtették a Nemzeti Színházhoz mint első tenoristát, de mivel hangja fogyatkozni kezdett, átvette a színművek karmesteri vezetését és az énektanítást. 1856. május havában énekiskolára kapott engedélyt. 1862-ben nyugdíjba ment. Kora egyik népszerű zeneszerzője volt. Kisebb operákat, dalműveket, illetve rövid, egyszerűbb dalokat komponált.

## Emlékezete
Szülőhelyén, Csepregen 1993. október 15-én helyezték el emléktábláját a Szent Miklós plébániával szemben, melynek tartalma: "Ezen a helyen állt Bognár Ignác 1810-1883 zeneszerző szülőháza."

## Munkái
1. 50 eredeti nép- és magyar dal. Pest, 1857.
2. Szentegyházi karének. Gymnasiumok számára. Pest, 1860.

A Kovács Károly által szerkesztett Dalkoszorút (Pest, 1855.) hangjegyre tette.
1882-ben egy nagy Albumba összeírta dalait és önéletrajzzal ellátva az írói- és művészeti körnek ajándékozta.
Megírta a Tudor Mária című operát és a Fogadott leány című egyfelvonásos vígoperát; 32 népszínműhöz írt zenét; sok dalt (melyek szövegét is nagyrészt maga írta) és Petőfinek 36 költeményét zenésítette meg.